# أدريان كلارك
أدريان كلارك (بالإنجليزية: Adrian Clarke)‏ (28 سبتمبر 1974 بكامبريج في المملكة المتحدة - ) هو لاعب كرة قدم بريطاني في مركز الوسط. لعب مع ستيفيناغ بوروه ونادي أرسنال ونادي روذرهام يونايتد ونادي ساوثيند يونايتد ونادي كارلايل يونايتد ونادي مارغيت وHendon F.C. ‏ وويلينج يونايتد.

## وصلات خارجية
- أدريان كلارك على موقع قاعدة بيانات كرة القدم.إي يو (الإنجليزية)
- أدريان كلارك على موقع Soccerbase.com (لاعب) (الإنجليزية)
- أدريان كلارك على موقع عالم كرة القدم.نت (الإنجليزية)